# Philippe Hersant
Philippe Hersant (Roma, 21 giugno 1948) è un compositore francese.
Ha studiato al Conservatorio di Parigi.

## Opere selezionate
Le opere di Hersant sono in gran parte pubblicate da Éditions Durand.
Opera e balletto
- Le Château des Carpathes, Opera in un prologo e 2 scene (1989-1991); libretto di Jorge Silva Melo dal Il castello dei Carpazi di Jules Verne
- Wuthering Heights, Balletto in 2 atti (2000-2001); basato su Cime tempestose di Emily Brontë
- Le Moine noir, Opera in 8 scene (2003-2005); libretto di Yves Hersant dal racconto Il monaco nero di Anton Čechov

Per orchestra
- Aztlan (1983)
- Stances (1978, rivista 1992)
- Le Cantique des 3 enfants dans la fournaise (1995), poesia di Antoine Godeau, da La Messe à 4 Choeurs H. 4 di Marc-Antoine Charpentier. (registrato nel 2019)
- 5 Pièces (1997)
- Patmos per orchestra d'archi (2007)

Concerto
- Concerto n. 1 per violoncello e orchestra (1989)
- Concerto n. 2 per violoncello e orchestra (1996-1997)
- Streams per pianoforte e orchestra (2000)
- Concerto per violino e orchestra (2003)
- Umori musicali, Concerto per viola e orchestra d'archi (2003)
- Le Tombeau de Virgile per arpa e orchestra (2006)
- Concerto per clarinetto e orchestra (2011)

Musica da camera
- Quartetto d'archi n. 1 (1985)
- Pavane per viola solo (1987)
- Quartetto per archi n. 2 (1988)
- Élégie per quartetto d'archi (1990)
- Duo Séphardim per viola e fagotto (1993)
- 11 Capricci per 2 violini (o viole) (1994)
- 8 Duos per viola e fagotto (1995)
- Niggun for solo fagotto (1995)
- In nomine per 7 violoncelli (2001)
- 3 Notturni per flauto, viola e arpa (2001)
- Sonata per violoncello solo (2003)
- Corale per violoncello e arpa (2004)
- Tenebrae per viola e pianoforte (2005)
- 6 Bagatelle per clarinetto, viola e pianoforte (2007)

Colonne sonore
| Anno | Titolo originale (titolo in francese) | Direttore         | Note                                             |
| ---- | ------------------------------------- | ----------------- | ------------------------------------------------ |
| 1987 | O Desejado (Les Montagnes de la lune) | Paulo Rocha       |                                                  |
| 1990 | La Ville Louvre                       | Nicolas Philibert | documentario                                     |
| 1991 | Arthur Rimbaud, une biographie        | Richard Dindo     |                                                  |
| 1994 | Lettre pour L. .                      | Romain Goupil     |                                                  |
| 1995 | La Restituzione                       | Catherine Zins    |                                                  |
| 1996 | Un animal, des animaux                | Nicolas Philibert | documentario                                     |
| 1998 | L'interview                           | Xavier Giannoli   | cortometraggio: 25 minuti                        |
| 1998 | Qui sait?                             | Nicolas Philibert | documentario                                     |
| 2002 | Être et Avoir                         | Nicolas Philibert | documentario                                     |
| 2008 | Les Caravage de Philippe de Béthune   | Michel Van Zele   | documentario                                     |
| 2010 | Nénette                               | Nicolas Philibert | documentario con musiche anche di Pascal Gallois |
| 2010 | Les mains en l'air                    | Romain Goupil     |                                                  |